# Tarqueci
Tarqueci (en llatí Tarchetius, en grec Ταρχήτιος) va ser un mític rei d'Alba Longa.
La seva llegenda és una variant de la tradicional sobre el naixement de Ròmul i Rem.
A casa de Tarqueci va aparèixer un fal·lus que sorgia de la terra. Llavors va preguntar a la deessa Tetis què havia de fer. L'oracle li va respondre que una donzella s'havia d'unir amb aquell fal·lus i que el fill que nasqués d'aquella unió tindria un destí gloriós. Tarqueci va cridar una de les seves filles i li va ordenar que complís aquella condició. La jove, per pudor va fer que la substituís una criada, i quan Tarqueci ho va saber, va voler matar les dues noies. Vesta se li va aparèixer en somnis i el va dissuadir. Com a càstig, Tarqueci va lligar-les a una cadira de filadora i va prometre que les alliberaria i les casaria quan acabessin una feina que els va encarregar. Les noies treballaven de dia, però de nit, unes serventes que enviava Tarqueci desfeien tota la feina feta. Finalment, la serventa que s'havia unit al fal·lus miraculós, va donar a llum dos bessons. Tarqueci va voler matar-los, però la seva mare els confià a un tal Teraci que els abandonà a la vora del riu. Allà una lloba els va alletar i els va salvar. Més tard, Ròmul i Rem van destronar Tarqueci i el van matar.